# Zachery Rey
Zachery „Zach” William Rey (ur. 27 marca 1989) – amerykański zapaśnik walczący w stylu wolnym. Zajął 23. miejsce na mistrzostwach świata w 2015. Triumfator igrzysk panamerykańskich w 2015. Złoty medalista mistrzostw panamerykańskich w 2013, 2014 i 2015. Drugi w Pucharze Świata w 2015 i 2017; czwarty w 2016 roku.
Zawodnik Hopatcong High School z Hrabstwa Sussex i Lehigh University. Trzy razy All-American (2010 – 2012) w NCAA Division I, pierwszy w 2011, drugi w 2012 i trzeci w 2010 roku.